# Бой у острова Уэссан (1944)
Бой у острова Уэссан  (англ. Battle of Ushant) — морское сражение 9 июня 1944 г. во время Второй мировой войны близ о. Уэссан между 10-й флотилией эсминцев Королевского ВМФ Великобритании и 8-й флотилией эсминцев Кригсмарине.

## Предшествующие события
После начала десантной операции в Нормандии командир базировавшейся в Бордо немецкой 8-й флотилии эсминцев капитан цур зее Т. фон Бехтольсхайм получил приказ идти в Ла-Манш для противодействия высадке союзников. 6 августа 1944 г. Бехтольсхайм с 4 имевшимися у него боеспособными кораблями — 3 эсминцами и миноносцем — вышел в море и взял курс на север.
Во время перехода флотилия подвергалась налету союзной авиации, корабли получили пробоины от осколков бомб, однако ни один из них не был выведен из строя. 7 июня флотилия прибыла в Брест, где прошла срочный ремонт, а вечером 8 июня покинула Брест и, обогнув Уэссан, взяла курс в Ла-Манш.
В ночь на 9 июня в западной части Ла-Манша дежурила 10-я флотилия эсминцев КВМФ Великобритании под командованием кэптена Б. Джонса — четыре британских, два канадских и два польских эсминца.

### Состав 8-й флотилии эсминцев Кригсмарине
Эсминцы типа «Нарвик»
- Z-32 (флагман капитана цур зее Т. фон Бертольсхайма)
- Z-24

Водоизмещение 2603/3543 т. Скорость 36-37 узлов. Экипаж 332 ч. Вооружение: пять 150-мм орудий, два 4-х трубных торпедных аппарата
- Эсминец ZH-1 (бывш. голландский эсминец «Герард Калленбург»)

Водоизмещение 1604/2228 т. Скорость 37,5 узлов. Экипаж 230 чел. Вооружение — пять 120-мм орудий, два 4-х трубных торпедных аппарата
- Миноносец Т-24

Водоизмещение 1294/1754 т. Скорость 33 узла. Экипаж 206 ч. Вооружение: четыре 105-мм орудия, два 3-трубных торпедных аппарата.
Всего — 4 корабля, 19 орудий среднего калибра, 30 торпедных труб

### Состав 10-й флотилии эсминцев Роял Нави
Эсминцы типа «Трайбл»
- «Тартар» (брит.) — флагман кэптена Б. Джонса
- «Ашанти» (брит.)
- «Эскимо» (брит.)
- «Хайда» (канад.)
- «Гурон» (канад.)

Водоизмещение 1854/2519 т. Скорость 36 узлов. Экипаж 260 чел. Вооружение — шесть 120-мм орудий, два 102-мм орудия (зенитные), один 4-трубных торпедный аппарат
Эсминцы
- «Джевелин» (брит.)
- «Перун» (польск.)

Водоизмещение 1751/2369. Скорость 36 узлов. Экипаж 200 чел. Вооружение — шесть 120-мм орудий, одно 102-мм орудие (зенитное), один 5-трубный торпедный аппарат.
- Эсминец «Блыскавица» (польск.)

Водоизмещение 1975/2400. Скорость 40 узлов. Экипаж 200 чел. Вооружение — девять 102-мм орудий, два 3-трубных торпедных аппарата
Всего — 8 кораблей, 62 орудия среднего калибра, 36 торпедных труб.

### Соотношение сил
Флотилия союзников состояла из пяти больших эсминцев типа «Трайбл», двух эсминцев последующих типов J и N и одного польского эсминца типа «Гром», переоборудованного как корабль ПВО. Союзная флотилия была намного сильнее немецкой флотилии из двух больших эсминцев типа «Нарвик», небольшого трофейного голландского эсминца ZH-1 и маленького миноносца.
Союзники имели над немцами 2-кратное превосходство в числе кораблей (8 против 4). По количеству стволов артиллерии среднего калибра превосходство союзников было более чем 3-кратным (62 против 19). И, хотя половину немецкой артиллерии составляли исключительно крупные для кораблей класса эсминца 150-мм орудия со снарядами большой разрушительной мощи, как показал опыт войны, в скоротечных схватках эсминцев решающее значение имели показатели выпускаемой орудиями за единицу времени массы снарядов, а в этом отношении немецкие 150-мм орудия проигрывали более скорострельным британским 120-мм пушкам. В то время по числу труб в торпедных аппаратах (36 против 30) немцы уступали незначительно (учитывая запасные торпеды на немецких эсминцах можно говорить о примерном равенстве в торпедном вооружении).
На деле соотношение сил оказалось более благоприятным для немцев, так как союзная флотилия вступила в бой разделенной на части. Реально в сражении участвовали только четыре эсминца «трайбла». В бою с ними немцы по-прежнему уступали в количестве орудий (19 против 32), зато имели перед союзниками почти двукратное превосходство по числу торпед (30 против 16). Таким образом, командиру немецкой флотилии следовало делать ставку на торпедную атаку, а британской — на артиллерийский бой. Серьёзным преимуществом британских эсминцев была их лучшая мореходность, которая давала превосходство и в скорости, и, особенно, — лучшая радиоэлектроника, в том числе аппаратура, позволявшая перехватывать и читать радио противника.

## Ход сражения
Немецкая флотилия шла на восток строем кильватера: флагманский эсминец Z-32, за ним ZH-1, Z-24, строй замыкал миноносец Т-24. Навстречу двигались двумя дивизионами эсминцы союзников. Первый дивизион составляли британские «Тартар» (флагман флотилии) и «Ашанти», канадские «Хайда» и. «Гурон» Севернее шли польские «Блыскавица» (флагман дивизиона) и «Перун», британские «Эскимо» и «Джевлин».
В 01:23 9 июня 1944 г. к северу от Роскофа на побережье Бретани и в 60 км к северо-востоку от Уэссана немцы первыми визуально обнаружили впереди слева по курсу британо-канадский дивизион. Корабли союзников были видны на фоне моря, освещенные лунным светом. Бехтольсхайм дал приказ о готовности к торпедной атаке и повернул на север для перехвата противника. В 1.25, когда немецкая флотилия сблизилась с кораблями союзников на дистанцию 20-25 кабельтовых, Z-32, ZH-1 и Z-24 разрядили носовые торпедные аппараты. Каждый эсминец выпустил по 4 торпеды, всего — 12 торпед. Бехтольсхайм предполагал, что союзники не видят его корабли, и нападение будет неожиданным и результативным. Однако кэптен Джонс, благодаря перехвату немецких радиопереговоров, знал обо всех действиях противника. Уклонившись от торпедного залпа, британские и канадские эсминцы неожиданно для немцев начали артиллерийский бой, открыв для себя цели осветительными снарядами. Концевой в союзной колонне «Гурон» также выстрелил тремя торпедами, но не добился попаданий, зато артиллерии союзников удалось сразу нанести противнику серьёзные повреждения.
«Тартар» дважды поразил 120-мм снарядами головной немецкий Z-32, на котором была сбита радиоантенна, пробит один из паровых котлов и вспыхнул пожар. Ещё более сильно пострадал ZH-1, в который попали два снаряда с «Ашанти». Один из них сделал подводную пробоину в котельном отделении, другой перебил паропровод в машинном отделении. «Хайда» и «Гурон» сосредоточили огонь на Z-24, обстреливая его даже из зенитных орудий. У немецкого эсминца была выведена из строя носовая башня с двумя 150-мм орудиями, пробита дымовая труба, через пробоину заполнялось водой машинное отделение, взрывы снарядов разрушили мостик, рулевую и штурманскую рубки, вызвали пожар боеприпасов. Только концевой Т-24 избежал обстрела и не получил ни одного попадания.

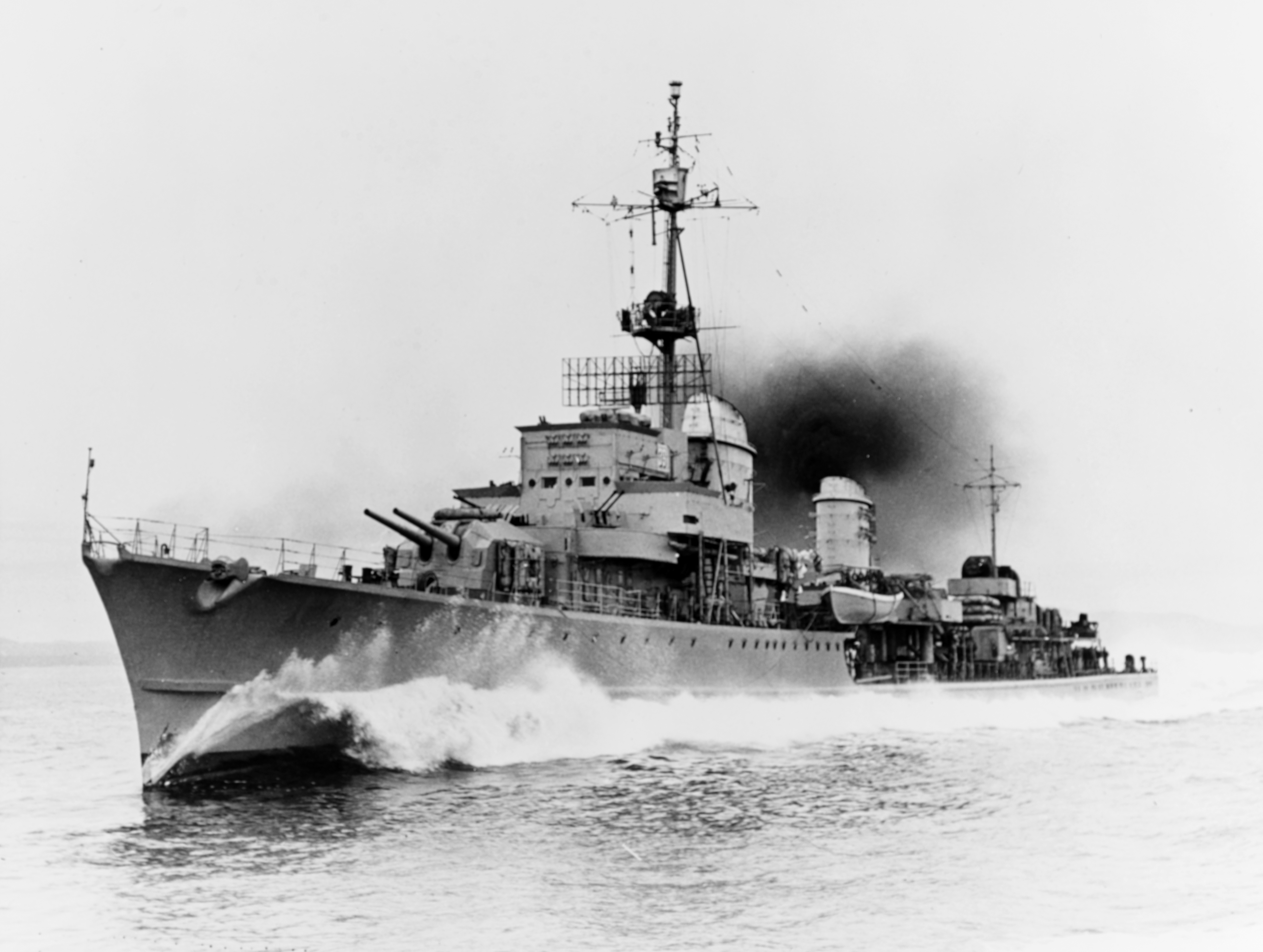
Немецкий эсминец типа «Нарвик»

Под огнём союзников строй 8-й немецкой флотилии рассыпался. ZH-1 остановился на месте, потеряв ход, Z-24 поставил дымовую завесу и вместе с идущим за ним Т-24 повернул обратным курсом на юго-запад. «Хайда» и «Гурон» бросились их преследовать. Оставшийся в одиночестве Z-32 продолжал двигаться на север, ведя бой с «Тартаром» и «Ашанти». В 1.42 в «Тартар» попало два немецких снаряда, сбив ему мачту. Сумев оторваться от «Тартара» и «Ашанти», Z-32 уходил на север, но в 2.11 неожиданно обнаружил впереди новые корабли союзников — эсминцы «Блыскавица», «Перун», «Эскимо» и «Джевлин», которые немцы приняли за три легких крейсера и эсминец. Z-32 выпустил из кормового аппарата 4 торпеды с дистанции в 40 кабельтовых и под прикрытием дымовой завесы повернул обратно на юг. Уходя от торпед, «Блыскавица» резко уклонился вправо, на время потеряв идущего следом «Перуна». Британские «Эскимо» и «Джевлин» выпустили в сторону немецкого корабля по торпеде, но, как и немцы, не добились попаданий, после чего развернулись вслед за польскими эсминцами на север. Больше в бою британо-польский дивизион не участвовал.
Двигаясь на юг, Z-32 снова столкнулся с «Тартаром» и «Ашанти». В артиллерийской дуэли с британским флагманом Z-32 получил три попадания 120-мм снарядами. На немецком эсминце были разбиты одно 150-мм орудие и кормовой торпедный аппарат, из-за взрыва и пожара в погребе боеприпасов его пришлось срочно затопить, был затоплен из-за пробоины насосный отсек, на верхней палубе были пожары и сильные разрушения. Z-32 попал в «Тартар» один раз — 150-мм снаряд разорвался в машинном отделении, перебив главный паропровод. «Тартар» окутался паром и потерял скорость, но Z-32 стал преследовать «Ашанти», обогнав своего поврежденного флагмана. Неожиданно прямо по курсу обнаружился стоявший неподвижно подбитый ранее эсминец ZH-1. Его артиллеристы открыли огонь по британским кораблям. «Ашанти» в ответ выпустил торпеду, которая попала в ZH-1 и оторвала ему носовую часть. Тем не менее, эсминец остался на плаву и продолжал вести огонь из одного орудия. Немцы даже сумели выпустить 3 торпеды из кормового аппарата, но не попали в цель. «Ашанти» продолжал обстреливать обреченный эсминец, пока в 2.40 он не затонул. Пока британцы добивали ZH-1, Z-32 прошёл незамеченным за кормой у «Ашанти» и «Тартара» и взял курс на восток. Бехтольсхайм связался по радио с Z-24 и Т-24 и дал им приказ идти на соединение с ним.

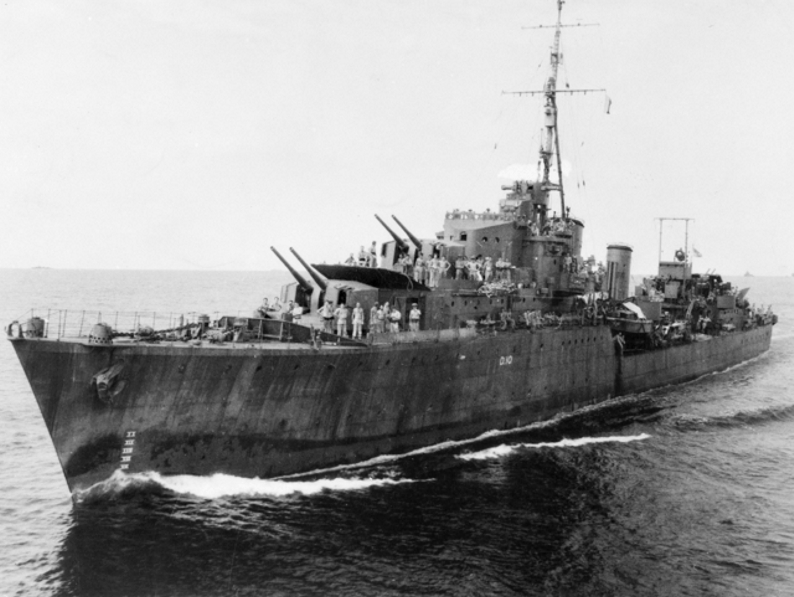
Британский эсминец типа «Трайбл»

Однако вскоре Z-32 встретил вернувшихся к месту боя канадские эсминцы «Хайда» и «Гурон», которые ранее преследовали Z-24 и Т-24 до границы немецких минных полей. Бехтольсхайм отменил приказ, чтобы не подвергать Z-24 и Т-24 риску боя с сильнейшим противником.
Z-32 продолжал идти на восток на скорости в 31 узел, перестреливаясь с двумя канадскими эсминцами. Положение Z-32 становилось всё безнадежней, и в 4.30 Бехтольсхайм приказал повернуть на юг, к берегу. В 4.45 немецкий эсминец выпустил в сторону приблизившихся канадских кораблей две торпеды, которыми удалось перезарядить носовой аппарат, но не попал. Канадские артиллеристы в ответ добились ещё трех попаданий в Z-32. Взрыв в машинном отделении заставил немцев ещё более снизить скорость. Были выведены из строя носовая башня и кормовое орудие, огонь продолжало вести только 150-мм орудие на полуюте. В 5.15 у Z-32 вышла из строя правая турбина. К тому времени у немцев кончились снаряды к последнему орудию. В 5.20 Z-32 выбросился на мель у острова Иль-де-Ба. Его команда была снята подошедшими немецкими сторожевиками.
Вышедшие из боя эсминец Z-24 и миноносец Т-24 отказались от продолжения операции по прорыву в Ла-Манш. В 05.35 командир Z-24 предложил командиру Т-24 выйти вперед и прокладывать курс, так как на эсминце была разрушена штурманская рубка и сгорели все карты. Вечером 9 июня Z-24 и Т-24 вернулись в Брест. В тот же день оставленный экипажем Z-32 был уничтожен союзной авиацией у Иль-де-Ба.

## Итоги сражения
Немцы не смогли помешать высадке союзных войск в Нормандии. 8-я флотилия эсминцев Кригсмарине — последнее соединение крупных надводных кораблей на западе было фактически уничтожено.
Немцы потеряли 2 эсминца и 85 чел. погибшими (50 чел. — на ZH-1, 26 чел. — на Z-32, 9 чел. на Z-24). Ещё 141 немецкий моряк с ZH-1 был поднят из воды англичанами и взят в плен (37 чел. с ZH-1 самостоятельно добрались на шлюпке до берега). Эсминец Z-24 получил в бою повреждения, которые не позволили ему в дальнейшем принять участие в боевых действиях. Лишь один немецкий корабль, участвовавший в сражении, — миноносец Т-24 — не имел потерь и повреждений. У союзников более-менее серьёзно пострадал только один эсминец — «Тартар», который вернулся в строй уже через месяц.
Тем не менее, немецкая пропаганда объявила бой у Уэссана «славной страницей в истории», представив сражение, как неравную схватку с превосходящими силами — четырьмя британскими крейсерами и шестью эсминцами. Объявлялось, что «8-я флотилия сражалась храбро, и потеря двух эскадренных миноносцев, хотя и очень тяжелая, была скрашена довольно большим числом спасенных моряков». Командир флотилии барон Теодор фон Маухенхайм-Бехтольсхайм 3 июля 1944 г. был награждён Рыцарским крестом.

## Интересный факт
Бой при Уэссане был единственным морским сражением, в котором столкнулись наиболее мощные эсминцы Великобритании и Германии во Второй мировой войне — британские «трайблы» и немецкие «нарвики». Оба корабля создавались как боевые единицы с мощным артиллерийским вооружением. У «трайблов» первоначально было восемь 120-мм орудий — вдвое больше, чем на предшествующих британских эсминцах. Немцы, в свою очередь, сделали ставку на увеличение калибра орудий, поставив на «нарвики» четыре 150-мм орудия вместо 127-мм орудий предыдущих серий своих эсминцев.
Позднее британцы сочли артиллерийское вооружение «трайблов» избыточным и заменили одну двухорудийную установку главного калибра 102-мм зенитками. Немцы, напротив, в ходе войны довооружили свои «нарвики» носовой двухорудийной башней, доведя количество 150-мм орудий до пяти. При этом британцы ради мощной артиллерии пожертвовали на «трайблах» торпедным вооружением, уменьшив его вдвое, тогда как на «нарвиках» осталось столько же торпед, как на ранних сериях. Следует заметить, что «нарвик» был значительно крупнее «трайбла», что и позволило сохранить его универсальным (артиллерийско-торпедным) кораблем.
Эксперты сходятся в том, что по своим боевым характеристикам «трайблы» имели преимущество над «нарвиками», однако в бою при Уэссане немецкие эсминцы показали себя вполне достойно. В бою с «Тартаром» Z-32, хотя и добился меньшего числа попаданий, чем получил сам, фактически вывел своего противника из строя. «Нарвики» продемонстрировали в бою высокую живучесть. Z-24 смог, несмотря на тяжелые повреждения, избежать гибели, а Z-32 продержался два с половиной часа против нескольких союзных кораблей равного ему класса. Решающую роль в единственном сражении «нарвиков» и «трайблов» сыграло, таким образом, численное превосходство кораблей союзников.